# Горюнов Сергій Кіндратович
Сергій Кіндратович Горюнов (рос. Сергей Кондратьевич Горюнов; 25 вересня (7 жовтня) 1899, Ушаковка — 2 жовтня 1967, Київ) — радянський воєначальник, генерал-полковник авіації (з 1944 року), Герой Радянського Союзу.

## Біографія
Народився 25 вересня (7 жовтня) 1899 року в селі Ушаковці (нині Атяшевського району Республіки Мордовії). Росіянин. У 1918 році закінчив учительську семінарію в Казані.
В Червоній армії з травня 1918 року. У 1919 році закінчив Казанське піхотні курси. Учасник Громадянської війни в Росії:
- з травня по грудень 1918 року — червоноармієць військової комендатури Казані;
- з травня по вересень 1919 року — начальник інструкторської школи 5-ї армії, командир роти 237-го полку (Східний фронт), воював з білогвардійцями адмірала Колчака;
- у вересні 1919 року був поранений і до жовтня 1919 знаходився в госпіталі;
- член РКП(б) з березня 1920 року;
- у 1921 році воював з військами барона Унгерна і різними бандами на території Монголії;
- з квітня по серпень 1922 року — командир батальйону 308-го стрілецького полку.

У 1924 році закінчив Борисоглібську військову авіаційну школу льотчиків, до 1930 року був в ній льотчиком-інструктором. У 1927 році закінчив Серпуховскую вищу школу повітряного бою, стрільби і бомбометання, в 1932 році — Військово-повітряну академію імені М. Є. Жуковського. Служив командиром авіаескадрильї в авіації Балтійського флоту. C 1937 року — командир авіаційної бригади.
Учасник боїв біля озера Хасана в серпні 1938 року на посаді командира 5-ї авіаційної бригади. У 1939 році закінчив Курси удосконалення командного складу при Військовій академії Генштабу.
Учасник радянсько-фінської війни: в листопаді 1939 — березні 1940 років — командувач ВПС 7-ї армії.
З березня 1940 року — командувач ВПС Калінінського військового округу, з липня 1940 року — начальник Управління кадрів ВПС Червоної Армії. З 1941 року — командувач ВПС Харківського військового округу.
Учасник німецько-радянської війни:
- з червня по листопад 1941 року — командувач ВПС 18-ї армії;
- з листопада 1941 року — командувач ВПС Північно-Кавказького військового округу;
- з червня 1942 року — командувач 5-ю повітряною армією.

С. К. Горюнов. 1944 р.

Частини під його командуванням билися на Південному, Північно-Кавказькому, Закавказькому, Степовому і 2-му Українському фронтах. 5-та повітряна армія підтримувала кораблі Чорноморського флоту, брала участь в повітряній битві на Кубані, в Бєлгородсько-Харківської наступальної операції, битві за Дніпро, Кіровоградській, Корсунь-Шевченківській та Яссько-Кишинівській операціях, у визволенні Румунії, Угорщини, Чехословаччини та Австрії.
За вміле командування військовими з'єднаннями, особисті мужність і героїзм, проявлені в боях з німецько-фашистськими загарбниками, Горюнову Сергію Кіндратовичу Указом Президії Верховної Ради СРСР від 28 квітня 1945 року присвоєно звання Героя Радянського Союзу з врученням ордена Леніна і медалі «Золота Зірка» (№ 7292).
Після війни продовжував командувати 5-ю повітряною армією. У 1946–1949 роках командував 17-ю повітряною армією (Київський військовий округ), в 1949–1950 роках — 57-ю повітряною армією (Прикарпатський військовий округ). У 1951 році закінчив Вищі академічні курси при Військовій академії Генштабу. У 1951–1956 роках командував 69-ю повітряною армією (Київський військовий округ). З жовтня 1956 року — у відставці.

Могила Сергія Горюнова

Обирався депутатом Верховної Ради УРСР 2-го і 4-го скликань. Жив у Києві. Помер 2 жовтня 1967 року. Похований в Києві на Міському кладовищі «Берківцях» (ділянка № 12).

## Нагороди
Нагороджений двома орденами Леніна (лютий 1945, квітень 1945), п'ятьма орденами Червоного Прапора (1938, 1940, 1943, 1944, 1948), орденами Суворова 1-го (1944) і 2-го (1943) ступеня, Кутузова 1-го ступеня (1944), медалями, іноземними нагородами.